# Баррафранка
Баррафранка (італ. Barrafranca, сиц. Barrafranca) — муніципалітет в Італії, у регіоні Сицилія,  провінція Енна.
Баррафранка розташована на відстані близько 530 км на південь від Рима, 115 км на південний схід від Палермо, 23 км на південь від Енни.
Населення — 13 541 особа (2014).
Щорічний фестиваль відбувається 3 травня. Покровитель — святий Алессандро.

## Демографія
Населення за роками:

Станом на 1 січня 2023 року в муніципалітеті офіційно проживало 196 іноземців з 22 країн, серед них 129 громадян країн Євросоюзу та 9 громадян України.

## Сусідні муніципалітети
- Маццарино
- П'яцца-Армерина
- П'єтраперція
- Рієзі